# Quercus litseoides
Espèce
Synonymes
- Cyclobalanopsis litseoides (Dunn) Schottky[1]

Quercus litseoides est une espèce de chênes arbustifs du sous-genre Cyclobalanopsis. L'espèce est présente en Chine.

## Étymologie
Son épithète spécifique, litseoides, lui a été donnée en référence à sa ressemblance apparente avec Litsea chinensis à l'exception de ses fleurs.

## Publication originale
- (en) S. T. Dunn, « New Chinese Plants », Journal of Botany, British and Foreign, Londres, Robert Hardwicke (d), inconnu, inconnu, inconnu, West, Newman, & Co. (d), Adlard and Son (d) et Taylor & Francis, vol. 47,‎ 1909, p. 375-377 (OCLC 1642195, lire en ligne).